# Premio Colette
El Premio Colette es un premio literario creado en 1989 por iniciativa de Geneviève Armleder, cuñada de John M. Armleder y dotado por la fundación del mismo nombre con una suma de 140.000 francos franceses. Anne de Jouvenel, heredera de Colette figuraba entre los miembros del jurado. En 1993, los herederos de Colette mostraron su desacuerdo por la decisión de atribuir el premio a Salman Rushdie y retiraron la autorización para el uso del nombre de la escritora. El premio Colette es ahora el premio "Libertad literaria" ·.

## Lista de premiados en el Premio Colette
- 1989 : La Corruption du siècle, François Sureau
- 1990 : Al amigo que no me salvó la vida, Hervé Guibert
- 1991 : La Nuit des masques, Marc Lambron
- 1992 : L'Attrapeur d'ombres, Yves Berger
- 1993 : Los versos satánicos, Salman Rushdie